# ある朝ダミーヘッドマイクになっていた俺クンの人生
『ある朝ダミーヘッドマイクになっていた俺クンの人生』（あるあさダミーヘッドマイクになっていたおれクンのじんせい）は、INDIVISIONとエカチエピルカ制作によるASMRを題材としたテレビアニメ作品。TOKYO MXほかにて2022年10月から12月まで5分枠で放送された。
初報では『百合の間にはさまれる。ある朝ダミーヘッドになっていた俺クンの人生』と発表されていたが、7月29日にタイトルが変更された。『ある朝、ダミーヘッドマイクになっていた俺クンの人生』と表記されることもある。

## 制作
先に全編を収録した後、ASMRにしたい部分をダミーヘッドマイクを使用して別録りしている。音声版はDLsiteで販売（話数一覧は下記に記載）。
また、アニメ版のパッケージ版企画がクラウドファンディングで実施されている。

## 登場人物
俺クン
声 - 杉田智和
もともとはサラリーマンの男性。交通事故に遭い死亡したはずが、気が付くとダミーヘッドマイクに転生していた。ダミーヘッドマイクだけでなく、自転車のサドルや鶏（調理後の炸鶏排の状態でも自我を保っている）など、生物、無生物問わずさまざまなものに転生する。
近くにいる人物に時折思考が伝わることがある。
最終的にダミーヘッドマイクがそのまま頭になった全身黒タイツ、という異様な外見の存在になり、ゆりにチョコを渡せないぱんだの背中を押した。
浅草ゆり（あさくさ ゆり）
声 - 大西沙織
高校2年生。ASMR部所属でお姉さんキャラ。
早起きが苦手で、毎朝妹のととに起こしてもらっている。
呼び出しを受けたにもかかわらず飲み物を買いに寄り道をするなどかなりの天然だが、俺クンの存在を的確に語るなど妙に勘の良いところがある。
蔵前ぱんだ（くらまえ ぱんだ）
声 - 鬼頭明里
高校2年生。ゆりの親友でクール系女子。自分の名前にコンプレックスを感じているため、名字で呼ばないと怒る。
「全国百物語選手権」なる大会で準優勝を受賞するほど怪談の語り口が上手い。
虎ノ門うめ（とらのもん うめ）
声 - 相良茉優
高校1年生。ぱんだの後輩で地雷系女子。
元々は太った体型をしておりいじめを受けていたが、ダイエットに成功し、メイクなどの勉強したことで現在の容姿になった。
鐘ヶ淵つるぎ（かねがふち つるぎ）
声 - Lynn
高校3年生。風紀委員長で完璧主義。ゆりからは「悪よりの正義」と言われている。
浅草とと（あさくさ とと）
声 - 久保田未夢
小学5年生。ゆりの妹で母性に溢れている。早起きが苦手なゆりを毎朝起こしている。
姉のゆりに対しては辛辣で、容赦なく欠点をあげていく。
浅草かおり（あさくさ かおり）
声 - 水橋かおり
ゆり、ととの母親。長身で色気に溢れているが、ややドジな面がある。
ゆりたちが通う高校の元教師で、現在はカメラウーマンとして世界中を飛び回っている。

## スタッフ
- 企画・原作 - RaRo
- 監督・演出 - 葛西良信[1]
- シリーズ構成・脚本 - 逢縁奇演
- キャラクター原案 - cura[1]
- キャラクターデザイン・作画監督 - 大塚美登理[1]
- 美術監督 - 渡辺紳
- 色彩設計 - 会沢可奈
- プロップデザイン - 樫内乃恵子
- 撮影監督 - 柳靖孝
- 編集 - 柳圭介
- 音響監督 - 稲葉順一[7]
- 音楽 - 野見山美貴
- 音楽制作 - ラプソディ
- プロデューサー - 綺咲慶亮
- アニメーションプロデューサー - 松橋厚至、常光将史
- アニメーション制作 - INDIVISION[1]、EKACHI EPILKA[1]
- 製作 - 俺クンの人生製作委員会[1]

## 主題歌
「形にできないモノローグ」
KOTOKOによるエンディング主題歌。作詞は市松椿、作曲はmizuandpikaとミルアージュ、編曲はミルアージュ。

## 各話リスト
| 話数   | サブタイトル                               | 絵コンテ | 初放送日        |
| ------ | ------------------------------------------ | -------- | --------------- |
| 第1話  | 俺クン、ダミーヘッドマイクになる。         | 葛西良信 | 2022年 10月13日 |
| 第2話  | 俺クン、自転車のサドルになる。             | 葛西良信 | 10月20日        |
| 第3話  | 俺クン、パリパリチキンになる。             | 葛西良信 | 10月27日        |
| 第4話  | 俺クン、枕になる。                         | 葛西良信 | 11月3日         |
| 第5話  | 俺クン、おしゃぶりになる。                 | 島津裕行 | 11月10日        |
| 第6話  | 俺クン、物差しになる。                     | 島津裕行 | 11月17日        |
| 第7話  | 俺クン、多次元的時空間異常になる。         | 島津裕行 | 11月24日        |
| 第8話  | 俺クン、コンデンサーマイクになる。         | 島津裕行 | 12月1日         |
| 第9話  | 俺クン、琥珀糖になる。                     | 島津裕行 | 12月8日         |
| 第10話 | 俺クン、子犬になる。                       | 島津裕行 | 12月15日        |
| 第11話 | 俺クン、ダミーヘッドマイクになる。2        | 葛西良信 | 12月22日        |
| 第12話 | 俺クン、ダミーヘッド（究極完全体）になる。 | 葛西良信 | 12月29日        |

## 放送局
| 放送期間                      | 放送時間                     | 放送局   | 対象地域 | 備考                      |
| ----------------------------- | ---------------------------- | -------- | -------- | ------------------------- |
| 2022年10月13日 - 12月29日     | 木曜 1:00 - 1:05（水曜深夜） | TOKYO MX | 東京都   |                           |
| 2022年10月16日 - 2023年1月1日 | 日曜 23:35 - 23:40           | AT-X     | 日本全域 | CS放送 / リピート放送あり |

インターネットでは、RaRo公式YouTubeアカウント他、ABEMAプレミアム、Amazon Prime Video、AnimeFesta、dアニメストア（本店・ニコニコ支店・for Prime Video）、J:COMオンデマンド、milplus、Paravi、TELASA、U-NEXT、アニメカ、アニメ放題、バンダイチャンネル、ABEMA、GYAO!、DMM.com、GYAO!ストア、HAPPY!動画、music.jp、Rakuten TV、VIDEX、ニコニコチャンネル、ビデオマーケット、ムービーフルPlusにて2022年10月13日より木曜 1:10（水曜深夜）以降順次配信。

## 音声作品
シナリオはいずれも逢縁奇演。
| 巻 | 発売日         | タイトル                                                                   | キャラクター |
| -- | -------------- | -------------------------------------------------------------------------- | --- |
| 1  | 2022年9月4日   | 甘やかし過ぎ幼馴染のふわとろ癒やしASMR。――溶けるぐらいに触れられて。       | 浅草ゆり（大西沙織） |
| 2  | 2022年9月4日   | クールな乙女の犬可愛がり。――いんじゃないの、たまには。ね                   | 蔵前ぱんだ（鬼頭明里） |
| 3  | 2022年9月18日  | 結構乙女なオタサーの姫の献身的なマッサージ。――私のとりこにしてあげます     | 虎ノ門うめ（相良茉優） |
| 4  | 2022年10月2日  | 小学生とおままごと。――甘えて、甘えられて、ひとりじめ                       | 浅草とと（久保田未夢） |
| 5  | 2022年10月13日 | 2人の女友達に挟まれて、ふにゃふにゃ耳かき&とろとろマッサージ♪              | 浅草ゆり（大西沙織）、蔵前ぱんだ（鬼頭明里）                                                                                                |
| 6  | 2022年10月20日 | 幼馴染のお母さんに髪を切って貰う話。――ヘアーケアASMR                       | 浅草かおり（水橋かおり） |
| 7  | 2022年10月27日 | ばぶばぶ癒やしRemix!――女友達と後輩に赤ちゃん扱いされる話。                 | 浅草ゆり（大西沙織）、虎ノ門うめ（相良茉優）                                                                                                |
| 8  | 2022年11月3日  | 鉄の風紀委員長のとろとろお耳癒やし。――いかがわしいことじゃないんですよね？ | 鐘ヶ淵つるぎ（Lynn） |
| 9  | 2022年11月17日 | 絶対に心地いい咀嚼音ASMR。――ザクザク琥珀糖とカラコロ飴玉                   | 浅草とと（久保田未夢）、虎ノ門うめ（相良茉優）                                                                                              |
| 10 | 2022年12月1日  | 本当に怖い百物語ASMR。――深闇の誘いヲ■に囁く                                | 浅草ゆり（大西沙織）、蔵前ぱんだ（鬼頭明里）、虎ノ門うめ（相良茉優） 鐘ヶ淵つるぎ（Lynn）、浅草とと（久保田未夢）、浅草かおり（水橋かおり） |
| 11 | 2022年12月8日  | 浅草家の食卓。姉と妹とお母さんといっしょ。――わんこになって可愛がられるASMR | 浅草ゆり（大西沙織）、浅草とと（久保田未夢）、浅草かおり（水橋かおり）                                                                      |
| 12 | 2022年12月15日 | 王様ゲームASMR――命令は絶対? 世界一幸せなお耳の罰ゲーム                     | 浅草ゆり（大西沙織）、蔵前ぱんだ（鬼頭明里）、鐘ヶ淵つるぎ（Lynn）                                                                          |
| 13 | 2022年12月22日 | 六重奏ASMR――ヒロイン全員ハーレムで、あなただけにご奉仕します               | 浅草ゆり（大西沙織）、蔵前ぱんだ（鬼頭明里）、虎ノ門うめ（相良茉優） 浅草とと（久保田未夢）、浅草かおり（水橋かおり）、鐘ヶ淵つるぎ（Lynn） |